# Vid in Pero šov
Vid in Pero šov je slovenska tv oddaja televizijske hiše PRO PLUS. Voditelja oddaje sta bila stand-up komik Vid Valič in tv voditelj Peter Poles. Oba pa sta skupaj vodila šova Slovenija ima talent in X Factor Slovenija. Oddaja je bila predvajana vsako soboto zvečer na POP TV.

## Opis
V oddaji sta voditelja gostila razne goste, s katerimi sta se pogovarjala o aktualnih temah. Voditelja sta v vsaki oddaji pripravila tudi preizkušnjo za gosta. Poleg tega sta izpolnjevala želje, ki so jih prej gledalci poslali po elektronski pošti. V prvi in drugi sezoni je eden izmed gledalcev iz publike v studiu zbijal cene za določen izdelek, ki mu zmanjša ceno za nekaj odstotkov. Za glasbo je poskrbel VIP Bend.

## Oddaje
| Sezona | Sezona | Oddaj | Originalno predvajanje | Originalno predvajanje |
| Sezona | Sezona | Oddaj | Začetek sezone         | Konec sezone           |
| ------ | ------ | ----- | ---------------------- | ---------------------- |
|        | 1      | 13    | 23. marec 2013         | 15. junij 2013         |
|        | 2      | 14    | 14. september 2013     | 14. december 2013      |
|        | 3      | 15    | 8. marec 2014          | 14. junij 2014         |

## Nagrade
| Leto | Nominacija                                                         | Nagrada DA/NE |
| ---- | ------------------------------------------------------------------ | ------------- |
| 2013 | Nominacija za viktor popularnosti za najboljšo televizijsko oddajo | Da            |